# اسلام‌آباد (شهرضا)
اسلام‌آباد، روستایی از توابع بخش مرکزی شهرستان شهرضا در استان اصفهان ایران است.

## جمعیت
این روستا در دهستان منظریه قرار دارد و براساس سرشماری مرکز آمار ایران در سال ۱۳۸۵، جمعیت آن ۲٬۴۸۹ نفر (۶۹۷ خانوار) بوده‌است.